# Smuta

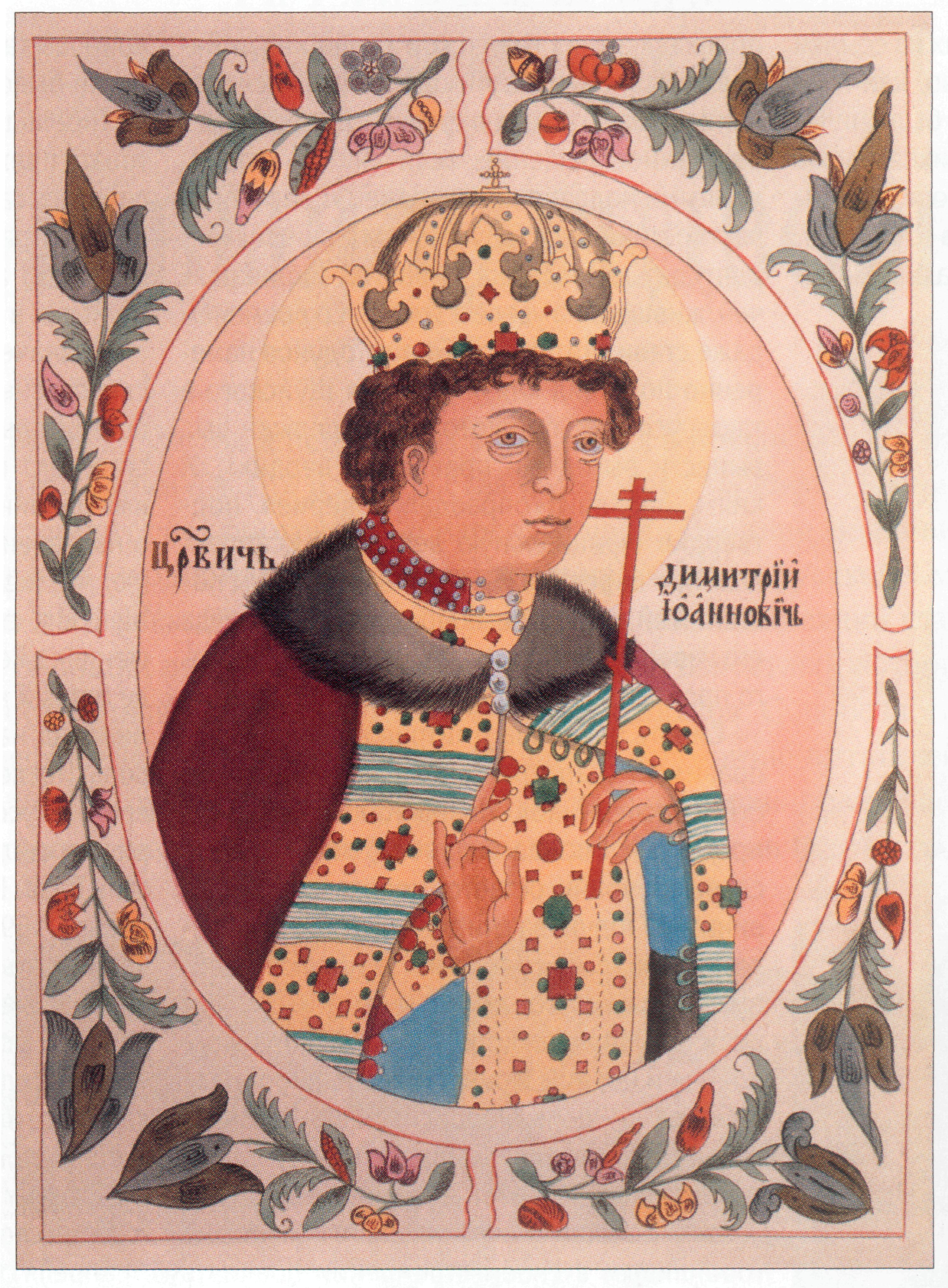
Carevič Dimitrij, po jehož smrti vypukly v Rusku zmatky

Smuta nebo Období zmatků (také Vláda samozvanců, rusky Smutnoje vremja) je období ruských dějin z let 1598 až 1613. Toto období představuje přelomovou, „kritickou“ epochu. Smuta označuje hlubokou vnitřní i vnější politickou krizi moskevského státu. V podstatě znamenala dlouholetou občanskou válku s častými změnami vládců, nelegitimními následníky trůnu, povstáními a okupování země cizími vojsky. V té době vymřela v Ruském carství dynastie Rurikovců a po ní nastoupili Romanovci. Mezitím však vládli samozvanci, kteří prohlašovali, že jsou legitimní držitelé carského trůnu.

## Průběh

### Začátek

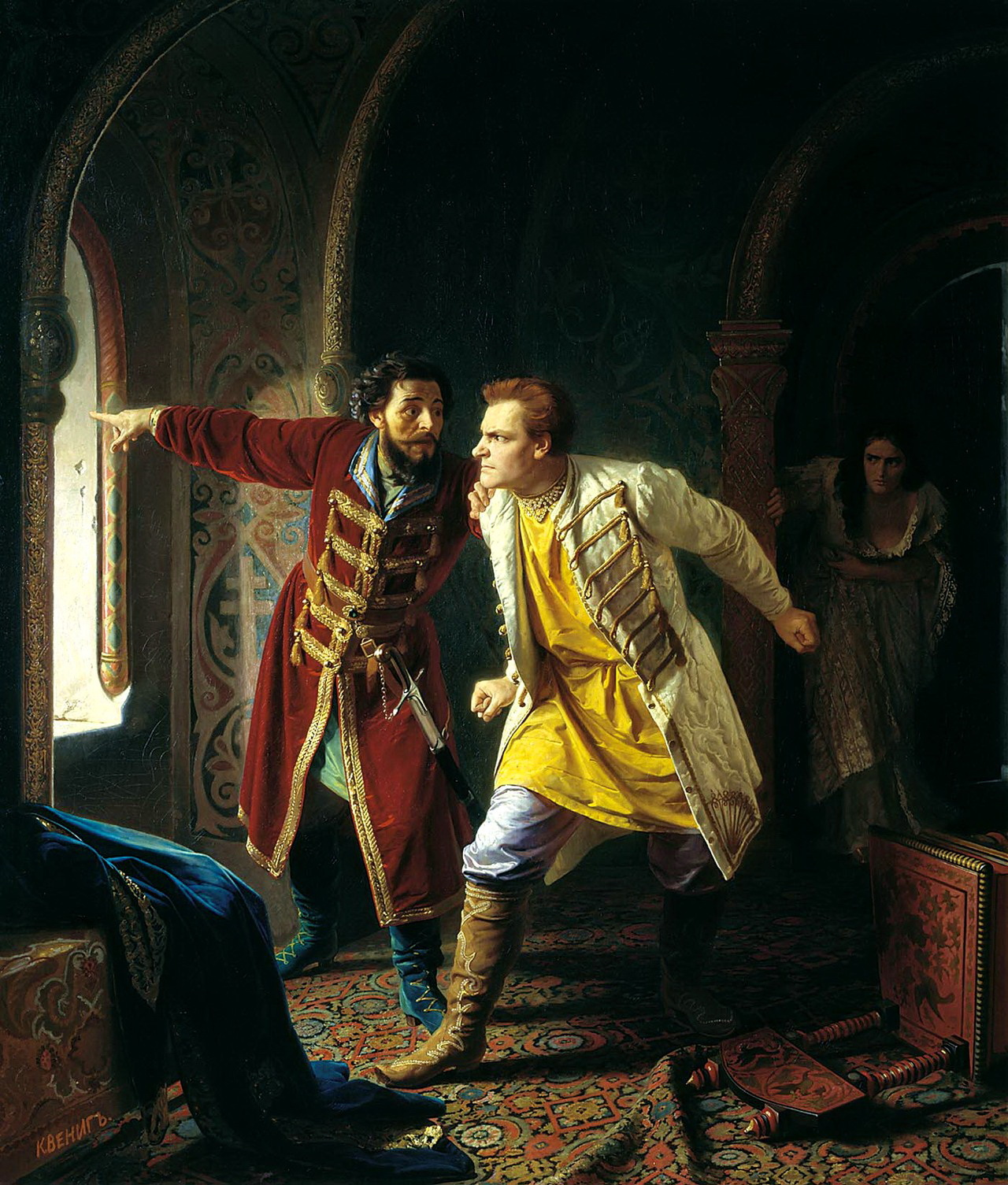
Lžidimitrij I. se snaží zachránit skokem z okna; obraz od Karla Weniga z roku 1879

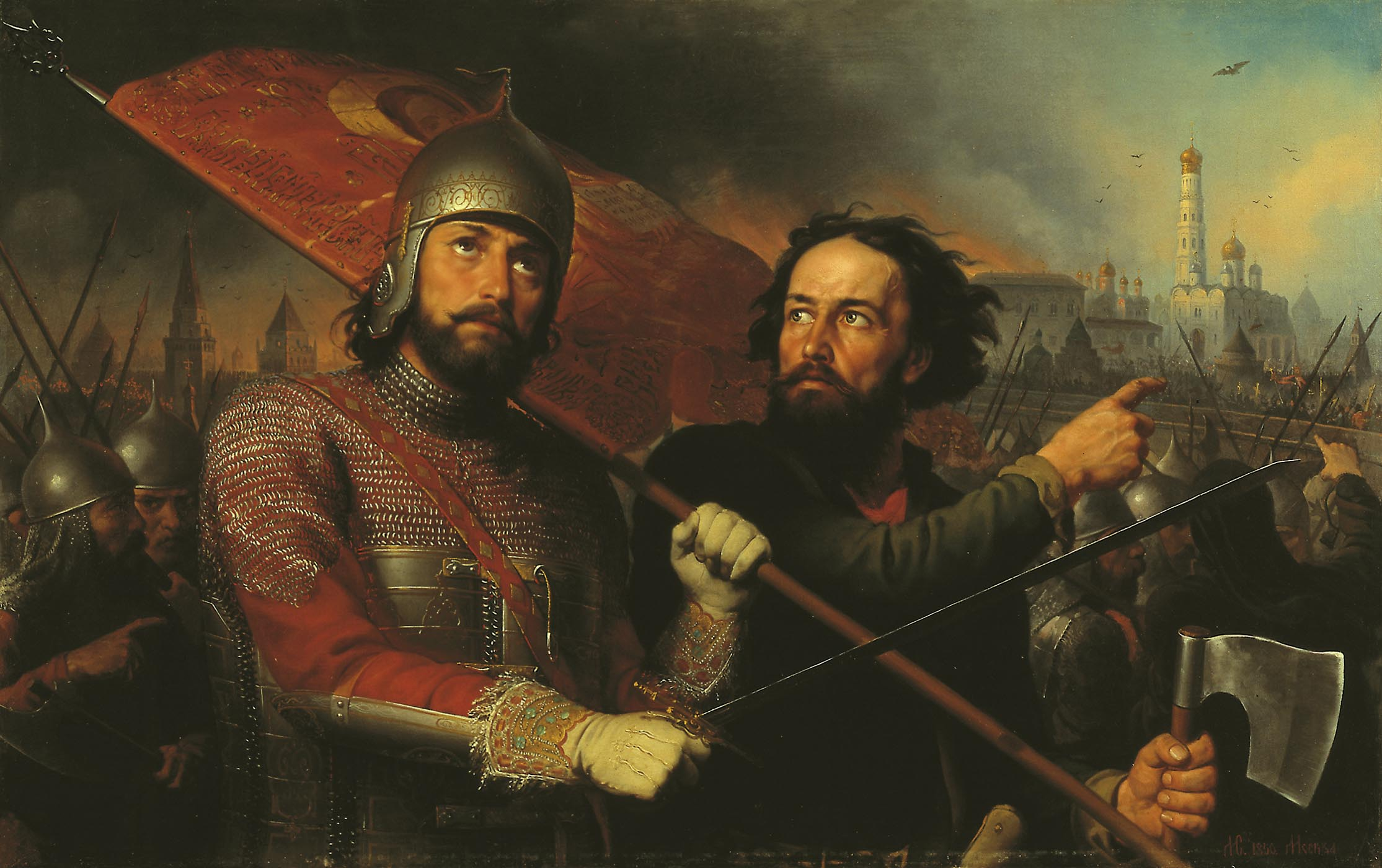
Kuzma Minin (vpravo) a Dmitrij Požarskij vyzývají k boji proti polským okupantům

Roku 1584 zemřel Ivan IV. Hrozný a na jeho místo nastoupil jeho syn Fjodor I. Ten o vládnutí neměl zájem a prakticky se na něm nepodílel, většinu času trávil na modlitbách. Veškerou moc za jeho vlády měl Fjodorův švagr a rádce Ivana IV. Boris Godunov. Když Fjodor I. roku 1598 zemřel, stal se Godunov jeho nástupcem.
Roku 1591 zemřel Fjodorův bratr carevič Dimitrij. Při epileptickém záchvatu si podřízl hrdlo. Vynořily se však spekulace, že Dimitrij nezemřel, jen se někde ukrývá.

### Éra Lžidimitrije I.
Roku 1602 přišel na polský dvůr ke králi Zikmundu III. Vasovi bývalý ruský mnich Jurij Otrepjev. Ten o sobě králi řekl, že je ve skutečnosti carevičem Dimitrijem. Prý přežil a dosud se ukrýval. Zikmund III. mu překvapivě uvěřil a vytáhl s ním do Moskvy. Boris Godunov mezitím zemřel, jeho syn Fjodor II. Borisovič byl zavražděn a Otrepjev byl roku 1605 korunován carem jako Lžidimitrij I.
Později však začal dělat Lžidimitrij I. závažné chyby. Jako ministry dosazoval polské šlechtice. Poslední kapkou bylo, když si Lžidimitrij vzal Marinu Mniszkovou, které Rusové neřekli jinak než „ta polská děvka“. Tím bylo odhaleno, že car je ve skutečnosti obyčejný podvodník. Bylo zorganizováno spiknutí bojarů, do jehož čela přišel kníže Vasilij Šujskij. Když spiklenci vpochodovali do Kremlu, chtěl si Lžidimitrij, který byl zrovna v jedné budově, zachránit život skokem z okna a utéct. Po dopadu se však zranil. Spiklenci se shlukli okolo něj a ukopali ho. Lžidmitrijovy ostatky byly na Rudém náměstí spáleny. Jeho popelem pak bylo naládováno dělo a vystřeleno na západ, odkud Lžidimitrij přišel. Šujskij byl poté prohlášen novým carem, kterým byl až do roku 1610, kdy byl bojary svržen.

### Éra Lžidimitrije II.
Roku 1607 se však objevil další samozvanec Lžidimitrij II. Byl podporován Zikmundem III. Vasou a kozáky, přičemž se mu podařilo svrhnout Šujského a stát se carem. O tři roky později, roku 1610 však byl zavražděn svou vlastní stráží.

### Povstání a porážka Poláků
Zikmund III. Vasa se po všech zmatcích rozhodl, že carem se stane jeho syn Vladislav IV. Vasa. Polsko-litevská armáda spolu se švédskými vojsky porazila Moskvu a Vladislav IV. Vasa se stal ruským carem.
V Nižním Novgorodu se však začalo formovat povstání, v jehož čele byl nižněnovgorodský starosta a řezník Kuzma Minin. Ve městě se sešla silná vojenská posádka. K nim se přidávali měšťané a řemeslníci a byla vytvořena domobrana. Vojenským velitelem se stal kníže Dimitrij Požarskij. K Rusům se začaly přidávat i okolní národy: Čuvaši, Komijci, Marijci i Seveřané. Minin poslal bojarům dopisy, v nichž napsal, aby se spojili, vyhnali katolické okupanty a znovu nastolili pravoslaví.
K rozhodujícímu střetu mezi polsko-litevskou armádou a ruskými vlastenci došlo u bran Moskvy. V čele polsko-litevského vojska stál hejtman Jan Karol Chodkiewicz. Polsko-litevská vojska však byla rozdrcena. Několik okupantů se ještě drželo za branami Kremlu a odmítlo kapitulovat. Po dlouhém obléhání se nakonec okupanti 26. října 1612 vzdali. Kuzma Minin byl za svůj čin později povýšen do šlechtického stavu.

### Nástup Romanovců
Téhož roku svolali bojaři sněm, který měl rozhodnout o novém carovi. Tím byl zvolen mladík z mocného západoruského rodu Michail Romanov. Ten se zpočátku zdráhal se stát carem, nakonec však souhlasil a roku 1613 byl prohlášen carem. Na jeho korunovaci měl velký podíl Kuzma Minin, který však o tři roky později zemřel. Michail Romanov vládl až do léta 1645.